# El libro de la selva (anime)
El libro de la selva (ジャングルブック　少年モーグリ Janguru Bukku Shōnen Mōguri?) es una adaptación al anime japonés de la colección original de cuentos de Rudyard Kipling, El libro de la selva. Se emitió en 1989 y consta de un total de 52 episodios.
La serie, un compromiso entre las historias originales de Mowgli y la versión de Walt Disney, recibió elogios internacionales y se emitió en diferentes países de todo el mundo. Fue especialmente popular en la India, donde se dobló al hindi. La versión india presentó una canción de apertura original en hindi, "Jungle Jungle Baat Chali Hai", con letra de Gulzar, que se hizo popular en la India, con una versión de la canción utilizada posteriormente para el estreno en la India de la película El libro de la selva de Disney (2016). Se estrenó en los Estados Unidos como The Jungle Book: Adventures of Mowgli (El libro de la selva: Las aventuras de Mowgli).

## Argumento
Mowgli es un "cachorro humano" (niño humano) criado por la manada de Akela. Crece en la selva con Baloo, Kaa y Bagheera mientras termina teniendo que lidiar con las conspiraciones de Shere Khan, Grizzle y Tabaqui.

## Personajes

### Protagonistas
- Mowgli: el protagonista de la serie y un niño perdido en el bosque de Seeonee en la India británica. Perdió a sus padres biológicos cuando salieron a buscarlo y cayeron de un acantilado y murieron en un río, después de que una pantera llamada Bagheera los asustara sin querer. Alexander lo adopta como su hijo y lo cría como un lobo. Mowgli aparenta tener entre 6 y 10 años durante el transcurso de la serie, aunque el primer episodio lo muestra como un niño pequeño. Es un niño aventurero, amante de la diversión y extrovertido, pero también pasa por una especie de crisis de identidad, luchando por descubrir quién es realmente y dónde pertenece realmente. Nunca está sin su confiable bumerán, que fabricó con una rama de árbol.
- Baloo: un oso perezoso morado y el mejor amigo de Mowgli. También es uno de los maestros de Mowgli, aunque es más entusiasta y tiene un enfoque más suave en algunas de sus lecciones. A pesar de esto, también es muy valiente y desinteresado, que lucha para defender a Mowgli de un cocodrilo asaltante hambriento. Aunque se creía que había muerto, se revela que estaba vivo y bien poco después. Tiene una fuerte afición por la miel.
- Bagheera: una pantera negra, el principal maestro de Mowgli de las leyes de la selva y su amigo más cercano. Es visto como un miembro de facto de la manada de lobos de Mowgli. Bagheera pasó parte de su infancia al cuidado de una familia inglesa, aunque luego escapó cuando su joven cuidadora recibió un disparo de su padre. Al final de la serie, Bagheera elige dejar la selva y vivir entre humanos con Mowgli.
- Kaa: uno de los amigos de Mowgli, una serpiente pitón muy sabia pero de mal genio. También sirve como maestro de Mowgli en algunas ocasiones, enseñándole sobre los animales que huyen de la sequía y mostrándole cómo derrotar a los dholes invasores atrayéndolos sobre Bee Rocks. Es temido por un gran grupo de monos debido a su mal carácter, como se ve en el episodio 28.
- Kichi: la amiga panda roja de Mowgli. Sus padres son muertos por humanos. Después de que Mowgli acusa a Kichi de causar problemas (lo que hace sin querer) y ser una molestia, tiene más dificultades para adaptarse a la nueva multitud debido a que ya es un extraño y decide empezar con el pie izquierdo, pero su amistad con Mowgli se pondría a prueba cuando se les pide que trabajen juntos. Más adelante en la serie, vive junto con Mowgli en su cabaña. En la versión en inglés, se hace referencia a Kichi como un macho. En la versión alemana, Kichi se llama Kiki. La confusión se debe al hecho de que el personaje fue interpretado por una mujer en la versión japonesa, una práctica común en la actuación de voz en anime para personajes jóvenes.

### Personajes secundarios
- La manada de lobos de Seeonee: la manada de lobos de la India que adoptó a Mowgli.
  - Akela: el líder de la manada, sobre todo cuando Mowgli es adoptado por primera vez en la manada y durante la mayor parte de la niñez de Mowgli. Su pelaje es en su mayoría de un tono gris azulado oscuro, con un tono más claro de esos colores para sus cejas y el pelaje más grueso en la parte superior de su cuerpo. Es muy viejo pero muy erudito y se ve obligado a abandonar su retiro después de que Alexander muere. Más tarde, se desempeña como asesor de Luri cuando ella asume el cargo de líder de la manada. Cerca del final de la serie, Akela fallecería por las heridas sufridas por los chacales.
  - Alexander: el padre lobo de Mowgli, compañero de Luri y padre biológico de Akru y Sura. Tiene pelaje azul/negro. Se convierte en líder de la manada de lobos cuando Akela decide retirarse. Él tiene una pelea con Vermillion, a pesar de no estar dispuesto a hacerlo, para determinar el sucesor del liderazgo de Akela, de acuerdo con la Ley de la Selva. Durante un incendio que roza el bosque, Alexander muere defendiendo a su manada de Shere Khan.
  - Luri: La viuda de Alexander, la madre loba de Mowgli y la madre biológica de Akru y Sura. Tiene el pelaje marrón. Más tarde se convierte en la nueva líder oficial de la manada y la primera líder femenina de la manada cuando Akela deja su puesto una vez más, después de pedirle originalmente a Mowgli que convenciera a Vermillion si aceptaba la solicitud de liderar. Se le ocurrió el plan de conseguir que un exmiembro de la manada llamado Grizzle fuera exiliado de nuevo, esta vez junto con su pandilla, sin tener que luchar. Ella es severa y protectora, pero también sabia y amable, demostrando grandes habilidades de liderazgo.
  - Akru y Sura: los hijos de Alexander y Luri y los hermanos lobo de Mowgli. Akru tiene pelaje marrón, así como algo del pelaje beige de su madre, mientras que el de Sura es azul y negro, como su padre. Son solo cachorros cuando Mowgli es adoptado por primera vez por la pareja de lobos, pero crecen por completo en episodios posteriores. Ambos son muy cercanos a Mowgli y se mantienen así durante toda la serie, incluso después de que se van de casa y encuentran pareja. Akru es cariñoso y protector, pero tiene una tendencia a no mirar siempre antes de saltar, mientras que Sura tiende a ser más tranquilo y más colectivo. En la versión francesa del programa, Akru era en realidad una hembra y la hermana loba de Mowgli; esto más tarde se convirtió en un problema cuando el personaje se convierte en pareja de Maki, y debido a que su actriz de voz es una mujer, muchos confundieron a Sura con una hembra en la versión en inglés inicialmente. Los esfuerzos de Sura por cortejar a Lala son, al principio, inútiles, pero en el episodio 24, demuestra su valor al mantener a un trío de cocodrilos alejados de ella el tiempo suficiente para que Baloo los acabe. En el noveno episodio, Akru fue exiliado brevemente de la manada, pero fue recibido nuevamente después de que Mowgli conjurara un remedio para aliviar sus heridas. Sura se convierte en padre de dos cachorros, lo que convierte a Akru y Mowgli en tíos.
  - Vermillion: El padre de Lala y gran amigo de Alexander. Compite con Alexander para ser el próximo líder de la manada, cuando su padre, Akela, decide renunciar. Luego adquiere una cicatriz en su ojo izquierdo. Su pelaje es de color rojo. Más tarde se revela que también habían peleado anteriormente para decidir quién se casaría con Luri. Más tarde se muda, aparentemente dejando atrás a su hija, y se convierte en el líder de una manada de lobos en una zona rocosa del desierto.
  - Bacchus - Un lobo gordo que nunca puede cazar correctamente. Es más apto para cuidar a los cachorros de lobo. Aparece con más frecuencia en la primera mitad de la serie y, ocasionalmente, se lo usa para el alivio cómico. Sin embargo, se lo menciona más adelante, cuando todos estaban discutiendo el tema de un nuevo líder (uno de los lobos dijo que Bacchus debería liderar la manada, para gran consternación de algunos de los otros lobos), aunque no se lo menciona más después de eso.
  - Fargas - Un lobo viejo que fue salvado por Alexander de una manada de dholes. Su pelaje es de un azul pálido (o completamente blanco). Roba comida del almacén de la manada en sus primeras apariciones debido a que aparentemente los demonios le han lavado el cerebro; pronto se va de viaje después de ser purificado por Bagheera, y no ha regresado desde entonces.
  - Lala: hija de Vermillion y nieta de Akela. Tiene pelaje naranja, aunque un poco más claro que el de su padre. Actúa como una marimacho al principio de la serie y se niega a aceptar a Mowgli como miembro de la manada. Más adelante en la serie, madura y se encariña más con Mowgli, incluso se enamora de él, como se ve en el episodio "Mowgli tiene un amor". Pronto cambia a Sura cuando él mantiene a tres cocodrilos alejados de ella. Al final de la serie, ella y Sura son los padres de dos cachorros, uno de los cuales recibe el nombre de Rusty en el doblaje en inglés.
  - Sandah/Thunder: un lobo macho joven de la manada de Vermillion. Es de color azul marino. Sandah odia a los humanos después de que mataron a su hermana, Dulia, y resiente a Mowgli por ser humano. Finalmente llega a un acuerdo con él, y aunque se va con Vermillion y su manada, él y Mowgli parecen compartir una camaradería cercana. Sandah parece ser un lobo beta de Vermillion. Algunas traducciones lo retratan como hembra.
  - Maki: una loba de color amarillo dorado y crema y el interés amoroso de Akru. Maki es una gran cantante y, en un momento dado, se la ve dando lecciones de canto a Akru. Es un personaje secundario y aparece muy tarde en la serie. En la versión alemana, era en realidad un macho, debido al hecho de que Akru era una hembra en esa versión del programa. Sin embargo, aún conserva su apariencia femenina.
- Rikki-Tikki-Tavi: Basado en el personaje homónimo  de la historia de El libro de la jungla, Rikki-Tikki es la mangosta india de Jumeirah y su familia. Él exhibe una protección similar hacia ella y su familia como lo hizo con la familia inglesa en el cuento original, y extiende este comportamiento protector a Mowgli. Rikki-Tikki mata a la mascota de la cobra india de Buldeo después de que trata de atacar a Mowgli en medio de la noche y luego alerta a Mowgli de que Jumeirah y su familia han sido escondidos por los aldeanos.
- Hathi: El gran elefante indio que sirve como gobernante de todo el bosque de Seeonee. Por lo general, se lo ve acompañado por sus dos hijos. Hathi apareció por primera vez en la serie proclamando la tregua del agua en la roca de la paz durante una sequía y le contó a los animales la historia de cómo llegó el miedo. Hathi aparece ocasionalmente después, apareciendo una vez para ayudar a alejar a Grizzle, otro momento para ayudar a arrasar el pueblo, nuevamente para mostrarle a Mowgli el baile de los elefantes, y una última vez en el final de la serie cuando los animales se despiden de Mowgli.
- Chil: un ave milano brahmán1 que sirve como mensajero para la manada de Akela y Hathi.
- Linda: una niña inglesa buena (aunque en el doblaje estadounidense, ni ella ni su padre hablan con acento inglés) que adopta a Bagheera como un cachorro y se mantiene como mascota. Bagheera le cuenta a Mowgli una historia sobre ella. Esta le da un amor especial. Ella también parece tener una gran comprensión de los animales a través de alguna relación. Cuando su padre intenta azotar a Bagheera mientras Linda le da leche, ella lo defiende protegiéndolo y está levemente herido cuando él la azota accidentalmente en su lugar, cuando ella se interpone en el camino. Cuando su padre la confronta a ella y a Bagheera nuevamente e intenta dispararle, Linda hace otro intento de protegerlo dejándolo salir de su jaula y liberarlo. Cuando él escapa a un lugar seguro, ella salta frente a su padre y toma las balas. Su destino exacto es desconocido, ya que Bagheera nunca supo si sobrevivió o no.
- Bougi/Rahhar: abuelo materno de Meshua/Jumeirah y padre de Mari, a quien Mowgli conoce antes de conocer a su nieta, hija y yerno. Conoce a Mowgli cuando se encuentra con una trampa/agujero en el que cayó Mowgli. Mowgli no está seguro de si puede confiar en él al principio debido a todas las historias y la reputación sobre los humanos y su historia con los animales, pero acepta la oferta de Bougi de ayudarlo cuando lo cura y le da comida. Resulta ser genuinamente bondadoso. Bougi luego es acuchillado por la espalda por Shere Khan, defendiendo a Mowgli y Meshua del tigre, pero finalmente se recupera y sobrevive. El nombre de Bougi en la adaptación inglesa es Rahhar.
- Mari/Meshua: madre de Meshua/Jumeirah, hija de Bougi/Rahhar y esposa de Nil/Sanjay. Cuando la familia conoce a Mowgli por primera vez, Mari lo confunde con su hijo Keshnu, pero a pesar de que no es realmente él, lo trata como si fuera uno de los suyos y se encariña con él al instante. Llega a amar tanto a Mowgli que desea y prefiere desesperadamente que no se enfrente a Shere Khan. El nombre de Mari se cambia a Meshua (el nombre original de Jumeirah en la variante japonesa) para el doblaje en inglés.
- Nil/Sanjay: Padre de Meshua/Jumeirah, esposo de Mari/Meshua y yerno de Bougi/Anwar. Al igual que los demás miembros de la familia, se come a Mowgli de inmediato. Cuando la familia es secuestrada y mantenida cautiva, Mowgli los rescata y los ayuda a escapar, una de las formas de hacerlo es salvándolos de los otros aldeanos y hace que sus amigos animales los guíen a otro pueblo cuando los animales destruyen las casas de los residentes. Más tarde, en medio de su caminata, Nil sucumbe a una neumonía. En la versión inglesa, Nil recibe el nombre de Sanjay.
- Meshua/Jumeirah: una niña por la que Mowgli se encariña al final de la serie. Su abuelo encontró a Mowgli cuando el niño estaba solo, lejos de su manada de lobos, y dijo que le recordaba a su nieto. Aunque Mowgli decide quedarse en la jungla en ese momento, se encuentra con su amigo humano más tarde, junto con Meshua. La familia de Meshua luego adopta a Mowgli como su nuevo hijo, ya que su otro hijo había muerto. Su nombre es Jumeirah en la versión inglesa.

### Villanos
- Shere Khan: Un tigre de Bengala que es el principal antagonista de la serie. Cruel y astuto, rebelde y amenazante, viola muchas leyes de la jungla, como comer humanos, comer el ganado de los humanos y cazar en exceso. También es intrépido ante la mayoría de las cosas, excepto que es pirófobo (o alguien que teme al fuego), le asustan las armas y se retrae cuando se trata de que Hathi entre en acción. Su aversión por los humanos es parte de una historia que se remonta al encuentro de su primer antepasado con uno. La herida en su pata trasera derecha se la infligió Alexander en una pelea. Más tarde, recibiría otras heridas que incluyen una perforación en su frente después de que Mowgli lo atacara con una piedra larga, estrecha y afilada; La herida sobre su ojo izquierdo es hecha, nuevamente por Mowgli, cortándolo con una espada en venganza por cortar el muslo izquierdo de Mowgli y lastimar a uno de sus nuevos amigos humanos/futuros miembros de la familia, dejando al tigre desfigurado. En el último enfrentamiento, Mowgli derrota y mata a Shere Khan.
- Tabaqui: Compañero de Shere Khan. A diferencia de las otras versiones de El libro de la selva, es una hiena rayada torpe (aunque todavía se lo conoce como chacal como lo era en la historia original) que nunca parece hacer nada bien. También es conocido por ser holgazán, codicioso, incompetente, conspirador, tonto, cobarde y hablador. Más tarde, él y otra hiena encuentran su derrota cuando Mowgli y Shere Khan se enfrentan una vez más y ambas hienas son corneadas por búfalos de agua. Se desconoce si murieron por ser corneados o simplemente se desmayaron y luego huyeron del lugar.
- Louis/Alba: un macaco de pelaje blanco (excepto la cara, las manos y los pies), el líder de los otros monos (que en su mayoría están cubiertos de pelo de color albaricoque) y el principal lacayo/informante de Shere Khan. Louis y los otros monos causan estragos constantemente en la selva y abuchean a los habitantes. Están basados en el Bandar-log de las historias. Después de que Louis convence y atrae a Mowgli diciéndole que sabe de un lugar donde puede llevarlo para aprender más sobre la especie del niño, él y los otros monos forman eslabones o cadenas y llevan a Mowgli a través de la jungla hasta un templo (también conocido como "La Guarida Fría"), donde el niño se entera de que alguna vez estuvo ocupado por humanos y cómo mostraron su lado negativo y sus cualidades, cuando se trataba de la codicia por el tesoro, mientras lo buscaban en el edificio. Algunos también engañaron a Kichi para que jugara con ellos como un intento de atraerlo a las garras de Shere Khan, y los monos también molestan a Mowgli nuevamente cuando los lobos actúan con frialdad hacia él, y luego destruyen su choza. Él, junto con varios otros monos, acosan a Mowgli y derriban su choza bajo la orden de Grizzle el lobo. Finalmente, es capturado y confrontado por Mowgli, Bagheera, Baloo y Kaa, quien le advierte que ponga fin a eso y rechace cualquier otra instrucción que Shere Khan pueda darle. Después de este encuentro, los monos en alianza con Shere Khan huyen cada vez que ven a Mowgli, y ellos (o una banda similar de monos) hacen su última aparición secuestrando a Jumeirah, dejándola caer y huyendo cuando Mowgli llega a rescatarla. Louis es conocido como Alba en el doblaje en inglés.
- Grizzle/Bunto - un lobo con pelaje beige (o gris, como aparece en algunas escenas) y una mancha marrón oscura alrededor de su ojo izquierdo, un seguidor de Shere Khan y exmiembro de la manada de Akela. Tiene la distinción de ser el único lobo en la serie con alguna marca en su cara y también le falta una gran parte de su oreja izquierda. Alguna vez fue un lobo bueno que se volvió malo y fue expulsado hace años por no cumplir con la ley de la jungla, lo que desde entonces lo ha vuelto amargado como resultado, y se pasó al lado oscuro después de conocer a Shere Khan, quien lo incitó a vengarse por su destierro. Grizzle era el líder de una pandilla y estaba acompañado por otros dos lupinos, que también eran sus secuaces. Más tarde, después de una batalla con los amigos de Mowgli y algunos de los otros lobos, Grizzle es asesinado por Mowgli, quien lo apuñala en la yugular con un cuchillo de piedra. Bunto es el nombre de Grizzle en las versiones japonesa y alemana.
  - Kim/Dusty y Sargah/Jocko: dos lobos que terminan aliados con Grizzle y sus compinches. Ambos deciden derrocar a Akela para que Jocko pueda convertirse en el líder de la manada. Son padre e hijo: Jocko es el padre, tiene un tono azul oscuro/azul claro, y Dusty es su descendencia, que es gris oscuro/beige. Al tener los ojos muy abiertos (literal y figurativamente), ambos también son crédulos. Jocko no es muy valiente, es más bien asustadizo y nebbish (Dusty también parece heredar su comportamiento habitual de él, aparentemente). En la versión japonesa, sus nombres originalmente eran Kim y Sargah.
- Dholes: perros rojos merodeadores que viven en la jungla. Mowgli se encuentra con algunos por primera vez cuando ingresan al campamento de Rahhar donde se encuentra. Los ahuyentan haciendo ruido golpeando ollas y sartenes. Más tarde, Mowgli se deshace de un gran número de ellos, que se han visto obligados a huir a la jungla debido a la sequía, atrayéndolos hacia una colmena, pero son perseguidos por un enjambre de abejas. Para escapar, se lanzan a un río y, cuando consiguen salir nadando, los lobos los devoran hasta la muerte.
- El padre de Linda: un cazador egoísta, malévolo y con mentalidad comercial que solo busca su propio beneficio personal, decidido a reclamar a Bagheera como su premio y que no se detiene ante nada para conseguirlo. Siempre maltrata al felino de forma sádica si se muestra desobediente, como cuando Bagheera no quiso comer la carne que le ofrecieron. Pero después de varios intentos, su hija siempre los frustra, interfiriendo incesantemente en su objetivo, hasta que se sacrifica y es alcanzado por los disparos.
- Buldeo: un viejo cazador del pueblo que siempre cuenta historias fantásticas sobre sus supuestos encuentros con los animales de la selva. Después de una historia que involucra al tigre Shere Khan que les cuenta a los otros aldeanos, Mowgli no está de acuerdo y la refuta cuando se dispone a tener el enfrentamiento final con Shere Khan. Después de que Mowgli mata a Shere Khan y regresa a la aldea con la piel del tigre, Buldeo, cuyo intento de tomar la piel para sí mismo fue frustrado, convence a los otros aldeanos de que Mowgli es un hechicero. Especialmente después de que Buldeo, algunos otros hombres y niños observan su capacidad de llamar a sus amigos animales aparentemente a través de la magia y se vuelven contra Mowgli (a excepción de su nueva familia humana adoptiva). A partir de entonces, se organiza contra la familia adoptiva de Mowgli, tratando de acusarlos como hechiceros y brujas a través de su asociación con Mowgli, usándolo como un encubrimiento para obtener sus tierras y riquezas, incluso intenta cazar a Mowgli con Riswan. Sin embargo, sus intentos de hacer ambas cosas se ven frustrados por Mowgli y sus amigos animales, que los dejan varados con miedo lejos de la aldea y liberan a Jumeirah y su familia. Más tarde, cuando la aldea es atacada por los animales, Buldeo intenta disparar a Bagheera, Sura y Akru. Mowgli entonces toma el rifle de Buldeo mientras el cazador le ruega al niño que no le haga daño, y Mowgli luego rompe el rifle, asustando a Buldeo y haciéndolo huir. Después de eso, no se vuelve a ver a Buldeo, pero varios aldeanos lo mencionan, así como Riswan, dejando su destino en última instancia desconocido.
- Ganshum: El nieto de Buldeo, quien junto con otros niños, se mete con Mowgli por ser el chico nuevo en el pueblo y difunde rumores sobre que el chico de la jungla está bajo algún tipo de hechizo. Obtiene su malevolencia de su abuelo y se une a él y a otros hombres y niños en la búsqueda de la manada de búfalos desaparecida del pueblo, además de participar en el secuestro de Rahhar, Sanjay, Meshua y Jumeirah. Ganshum no es visto nuevamente después de que Mowgli ayuda a Jumeirah y su familia a escapar, pero se puede presumir que huyó con los otros aldeanos luego del ataque de los animales en el pueblo. Su nombre en la versión en inglés es Ganshum, pero se desconoce si este es su nombre en la versión japonesa original o en otros doblajes de la serie.
- Abdullah: El jefe de la aldea que se alía con Buldeo, Riswan y varios otros para acusar de brujería a Jumeirah y su familia y robar sus posesiones. Abdullah fue visto por última vez huyendo del pueblo con un búfalo de agua persiguiéndolo cuando los animales llegaron y destruyeron las casas de los aldeanos.
- Riswan/Gallo: Amigo de Buldeo y otro hombre del pueblo que luego se cruzaría con Mowgli por segunda vez. Convence a Mowgli de olvidar lo pasado por lo que intentó hacerle antes y lo invita a comer y beber algo, sin necesidad de prestar atención a sospechas cautelosas, pero resulta ser un truco, ya que Riswan echó un somnífero a la bebida de Mowgli, y junto con otros dos hombres planean vender a Mowgli a un circo. Es uno de los pocos villanos de la serie que logra su objetivo, ya que vende a Mowgli al circo. Su nombre es Gallo en la versión alemana, pero no se sabe si es el mismo en la versión japonesa también.
- John J. Hargreaves: El inglés blanco propietario del circo de Bombay a quien Riswan le vende a Mowgli. Al principio se muestra escéptico ante la historia que Riswan le cuenta sobre Mowgli y considera ponerlo a trabajar en lugar de usarlo en un acto circense. Mowgli trama su plan de escape y burla a Hargreaves y sus dos perros, luchando contra ellos en su camino hacia la libertad, demostrando a Hargreaves que Riswan tenía razón sobre las capacidades de Mowgli mientras el chico escapa.

## Elenco
- Urara Takano - Mowgli
- Banjou Ginga - Baloo
- Hiroya Ishimaru - Bagheera
- Issei Futamata - Tabaqui
- Mari Yokoo - Luri
- Masaru Ikeda - Alexander
- Miki Itou - Kichi
- Shigezou Sasaoka - Shere Khan
- Yōko Matsuoka - Akru
- Yuusaku Yara - Vermillion
- Yuzuru Fujimoto - Akela
- Ai Orikasa - Lala
- Akiko Yajima - Meshua (a.k.a. Jumeirah)
- Akio Ohtsuka - Sandah
- Asami Mukaidono - madre de Baloo
- Bin Shimada - Nil (a.k.a. Sanjay)
- Daisuke Gouri - Hathi
- Eken Mine - Boggy
- Hideyuki Umezu - Dusty
- Ikuya Sawaki - padree de Chill/Linda
- Kazue Ikura - madre de Kichi
- Keaton Yamada - Kaa
- Ken'ichi Ogata - Buldeo
- Masahiro Anzai - Bacchus
- Masashi Hirose - Tha
- Michihiro Ikemizu - padre de Mowgli
- Naoko Watanabe - Linda
- Norio Iwanoto - Bunto (a.k.a. Grizzle)
- Ryuuji Saikachi - Fargas
- Shigeru Nakahara - Sura
- Tomoko Numakata - madre de Mowgli
- You Yoshimura - Log
- Yuko Sasaki - Sally

## Música
Los temas de apertura y cierre en japonés, "Get UP ~Aio Shinjite~ (Get UP ~I Believe in Love~)" y "Chikyuu No Ko (地球の子 lit. "Child of the Earth") soninterprwtados por los cantantes japoneses Toshiya Igarashi y Shiori Hashimoto respectivamente. La música de la versión japonesa de Los cuentos de los hermanos Grimm fue reciclada para el anime.
La versión francesa presenta temas de apertura y cierre similares. Los temas de apertura y cierre en inglés, "Wake Up" y "A Child is learning", son cantados por la estadounidense Suzi Marsh.
Se creó una canción Jungle Jungle Baat Chali Hai (जंगल जंगल बात चली है) para la versión doblada al hindi con música original de Vishal Bhardwaj, letra de Gulzar y cantada por Amol Sahdev.